# Parc national de Kirirom
Le parc national de Kirirom (khmer : ភាសាខ្មែរ) est un parc national situé sur la chaîne des Cardamomes au Cambodge. Sa superficie est de 35 000 hectares (350 km2).

## Légende
Ce nom voulant dire « montagne joyeuse » ou « montagne de la Joie » a été donné par Sisowath Monivong dans les années 1930.

## Description
Le parc est à 112 km de Phnom Penh, il a été le premier parc national du pays.
Dans ce parc vivaient des éléphants, des gaurs, des bantengs, des léopards, des linsangs tachetés, des gibbons poilus et des tigres.
Étant à une distance relativement courte de la capitale, c'est devenu une attraction touristique de plus en plus prisée.

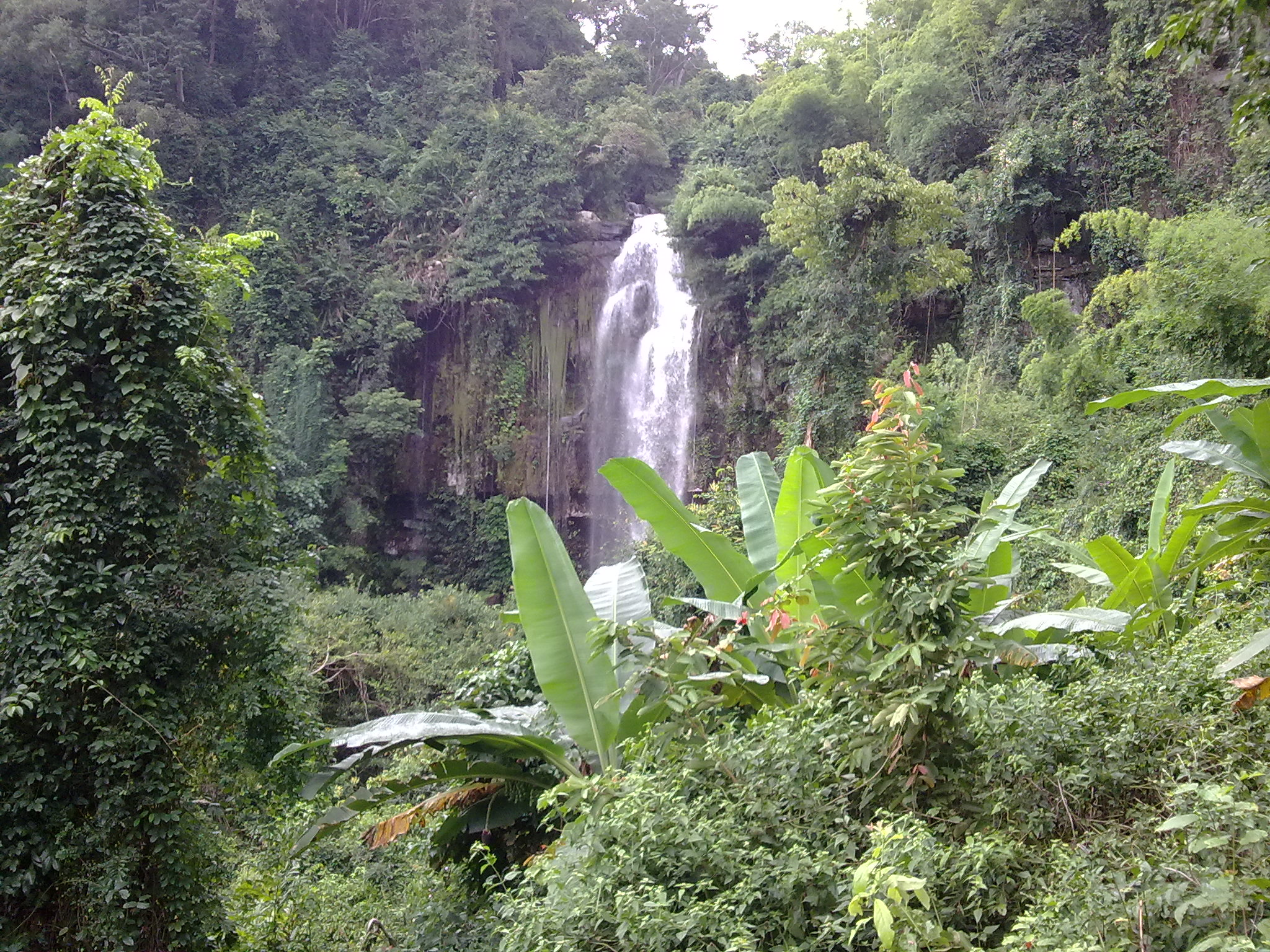
Cascade de Chambak